# Nickelodeon Kids’ Choice Awards 2003

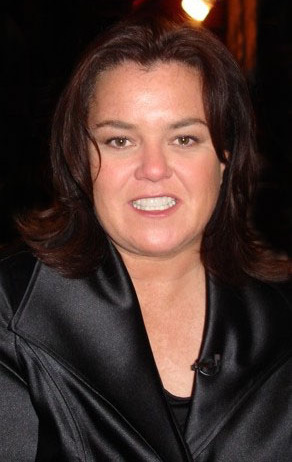
Moderatorin Rosie O’Donnell (2006)

Die Nickelodeon Kids’ Choice Awards 2003 (KCA) fanden am 12. April 2003 im Barker Hangar auf dem Gelände des Santa Monica Municipal Airports in Santa Monica statt. Es war die 16. US-amerikanische Preisverleihung der Blimps. Dies sind orangefarbene, zeppelinförmige Trophäen mit dem Logo des Senders Nickelodeon, die in 21 Kategorien vergeben wurden. Darüber hinaus erhielt Will Smith den silberfarbenen Wannabe Award und Justin Timberlake den Burp Award für den besten Rülpser. Moderatorin der Verleihung war die Schauspielerin Rosie O’Donnell, die diese Aufgabe damit zum siebten Mal in Folge übernahm, nachdem sie bereits 1996 Whitney Houston in Einspielern assistierte.

## Live-Auftritte
Justin Timberlake sang seinen Hit Rock Your Body, und die Boygroup B2K präsentierte ein Medley ihrer Titel That Girl und Girlfriend.

## Schleimduschen
Zur Belustigung erhalten jedes Jahr einige Prominente eine grüne Schleimdusche, die der Sender Nickelodeon als höchste Würdigung versteht. In diesem Jahr waren der Schauspieler Jim Carrey sowie die Moderatorin Rosie O’Donnell an der Reihe. Zudem sprang Tony Hawk mit seinem Skateboard in einen Tank, der mit über 41.000 Litern Schleim gefüllt war.

## Kategorien
In 20 Kategorien wurde im Vorfeld abgestimmt. Kinder und Jugendliche konnten ab dem 10. März 2003 über die Internetseite von Nickelodeon für ihre Kandidaten abstimmen. Zusätzlich konnte zwischen dem 24. und 28. März durch einen kostenlosen Anruf votiert werden. Darüber hinaus wurde der Burp Award für den besten Rülpser vergeben. Dabei konnte in dieser Kategorie während der Sendung live über nick.com abgestimmt werden. Sieger wurde Justin Timberlake. Nicht zur Abstimmung stand der silberne Wannabe Award, der Will Smith verliehen wurde. Dieser Preis wurde von 2001 bis 2008 dem Idol verliehen, das Kinder gerne selbst wären. Ebenso wurde der Preis für den Lieblings-Furz in einem Film ohne Publikumsvoting vergeben.
Die Gewinner sind fett angegeben.

### Fernsehen
| - Lizzie McGuire - All That - Eine himmlische Familie - Friends - SpongeBob Schwammkopf - Die Simpsons - Kim Possible - Rugrats | - Amanda Bynes – The Amanda Show - Hilary Duff – Lizzie McGuire - Jennifer Aniston – Friends - Melissa Joan Hart – Sabrina – Total Verhext! - Frankie Muniz – Malcolm mittendrin - Adam Lamberg – Lizzie McGuire - Bernie Mac – The Bernie Mac Show - Nick Cannon – The Nick Cannon Show |

### Film
| - Austin Powers in Goldständer - Harry Potter und die Kammer des Schreckens - Ice Age - Spider-Man - Adam Sandler – Adam Sandlers „Acht verrückte Nächte“ u. a. als Davey Stone - Denis Leary – Ice Age als Diego - Matt Damon – Spirit – Der wilde Mustang als Spirit - Ray Romano – Ice Age als Manni - Amanda Bynes – Lügen haben kurze Beine - Halle Berry – James Bond 007 – Stirb an einem anderen Tag - Jennifer Lopez – Manhattan Love Story - Kirsten Dunst – Spider-Man - Adam Sandler – Mr. Deeds - Jackie Chan – The Tuxedo – Gefahr im Anzug - Mike Myers – Austin Powers in Goldständer - Will Smith – Men in Black II | - Jennifer Love Hewitt – The Tuxedo – Gefahr im Anzug - Beyoncé – Austin Powers in Goldständer - Halle Berry – James Bond 007 – Stirb an einem anderen Tag - Sarah Michelle Gellar – Buffy – Im Bann der Dämonen - Jackie Chan – The Tuxedo – Gefahr im Anzug - Dwayne „The Rock“ Johnson – The Scorpion King - Elijah Wood – Der Herr der Ringe: Die zwei Türme - Tobey Maguire – Spider-Man - Scooby-Doo – Scooby-Doo |

### Musik
| - No Doubt - Aerosmith - Creed - Dixie Chicks - B2K - Baha Men - Destiny’s Child - *NSYNC - Sk8er Boi – Avril Lavigne - Dilemma – Nelly feat. Kelly Rowland - Girlfriend – *NSYNC feat. Nelly - Jenny from the Block – Jennifer Lopez | - Ashanti - Britney Spears - Jennifer Lopez - Pink - Nelly - Justin Timberlake - Lil’ Bow Wow - Lil’ Romeo |

### Sport
| - Michelle Kwan - Mia Hamm - Serena Williams - Venus Williams - Tony Hawk - Kobe Bryant - Shaquille O’Neal - Tiger Woods | - Los Angeles Lakers - Anaheim Angels - Miami Dolphins - New York Yankees |

### Andere
| - SpongeBob Schwammkopf: Revenge of the Flying Dutchman - Harry Potter und die Kammer des Schreckens - Mario Party 4 - Spiderman: The Movie (Spiel zum Film) - Eine Reihe betrüblicher Ereignisse – A Series of Unfortunate Events – Lemony Snicket - Käpt’n Superslip (Ueberreuter) – Captain Underpants (Panini und Englisch) – Dav Pilkey - Futsch – das Chaos geht weiter – Double Fudge – Judy Blume - Harry Potter – Joanne K. Rowling | - Justin Timberlake - Britney Spears - Drew Barrymore - Kelly Rowland - Lil’ Romeo - Matthew Lillard - Tony Hawk - Will Smith |